# Dazaifu (Fukuoka)
Dazaifu (japanisch 太宰府市, -shi) ist eine japanische Stadt in der Präfektur Fukuoka. In der Nähe liegen die Städte Ōnojō und Chikushino. Die Stadt war schon Jahrhunderte vor ihrer offiziellen Gründung historisch bedeutsam.

## Geschichte
Dazaifu, das kaiserliche Amt zur Verwaltung der Insel Kyūshū, wurde nach 663 vom heutigen Fukuoka hierher verlegt. Dazaifu beherbergte Botschaften von China und Korea. Hierzu wurde ein Kōrōkan genanntes Gästehaus für ausländische Gesandtschaften errichtet. Von der Nara-Zeit über die Heian-Zeit bis hinein in die Kamakura-Zeit war Dazaifu eines der militärischen und kulturellen Zentren Japans. In der Heian-Zeit war die Stadt Ort des Exils für hochrangige Höflinge, unter anderem für den Gelehrten Sugawara no Michizane, der später zum Kami erhoben wurde und dessen Grab im Schrein Dazaifu Tenman-gū steht.
Siehe auch Hauptartikel: Dazaifu (Amt), zur Geschichte der Sonderverwaltungszone 673-1100.
In der Zeit der Mongoleninvasionen in Japan und dem Autoritätsverlust des Kaisers war Dazaifu politisch weniger bedeutsam. In der Muromachi-Zeit wurde das politische Zentrum von Kyūshū nach Hakata verlegt.
In Mittelalter war Dazaifu die Bais des Shoni-Klans, bis diese durch die Ōuchi vertrieben wurden. In der Edo-Zeit war Dazaifu Teil des Han Kuroda bis zur Abschaffung der Lehen im Jahre 1873.

## Sehenswürdigkeiten
Das Nationalmuseum Kyūshū wurde am 16. Oktober 2005 eröffnet. Es ist in einem Holz- und Glasgebäude in einer Hügellandschaft untergebracht und besitzt wichtige Sammlungen japanischer Artefakte mit Bezug auf die Geschichte von Kyūshū.
Der Schrein Temman-gu ist eine 905 errichtete Kultstätte für den 903 in der Verbannung hier verstorbenen Staatsmann Sugawara Michizane (Tenshin), der als Gottheit der Gelehrsamkeit besonders von Schülern und Studenten verehrt wird. Die Schreingebäude stammen aus dem Jahre 1591. Davor stehen eine Rinderstatue aus Bronze und ein Pflaumenbaum, der angeblich seinem Meister aus Kyoto hierher durch die Luft folgte.
Kōmyōzen-ji ist ein Zen-Tempel, der für seinen schönen Zen-Garten bekannt ist. Er wurde in der Kamakura-Zeit direkt neben dem Tenman-gū erbaut.
Der Kanzeon-Tempel (Kanzeon-ji) der Tendai-Schule wurde 746 gegründet und war einst das Zentrum des Buddhismus auf Kyūshū. Trotz mehrfacher Zerstörung (die heutigen Gebäude stammen aus dem Jahr 1690) blieben eine Glocke aus der Nara-Zeit, wertvolle Skulpturen der Heian- sowie der Kamakura-Zeit erhalten. Unter diesen befindet sich eine Statue der Batō-kannon (Göttin der Gnade) und der Glücksgöttin Kichijo-ten. Westlich des Tempels sind freigelegte Fundamente des ehemaligen Gouverneurquartiers Tofuro zu sehen. Auf dem Gelände befindet sich auch der Kaidan-in, einst Teil des Kanzeon-Tempels.

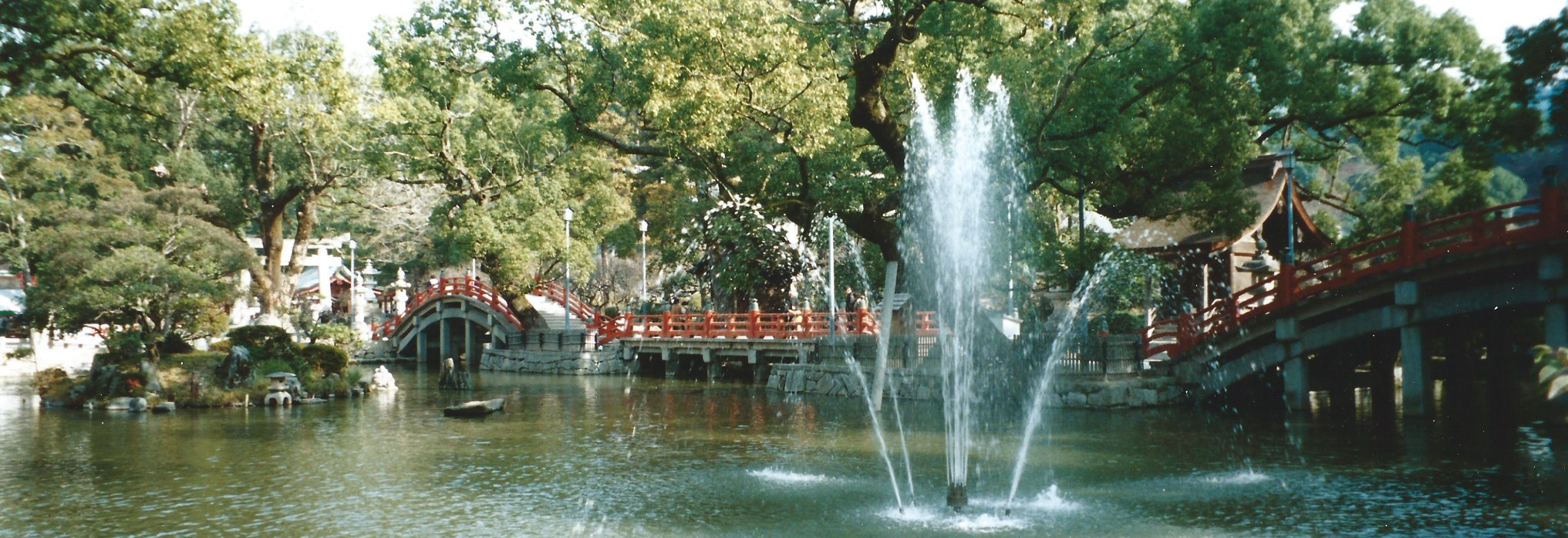
Der Teich im Tenmangu mit den Trommelbrücken

## Söhne und Töchter der Stadt
- Ai Shibata (* 1982), japanische Schwimmerin

## Angrenzende Städte und Gemeinden
- Ōnojō
- Chikushino
- Umi